# دانشگاه الیمامه

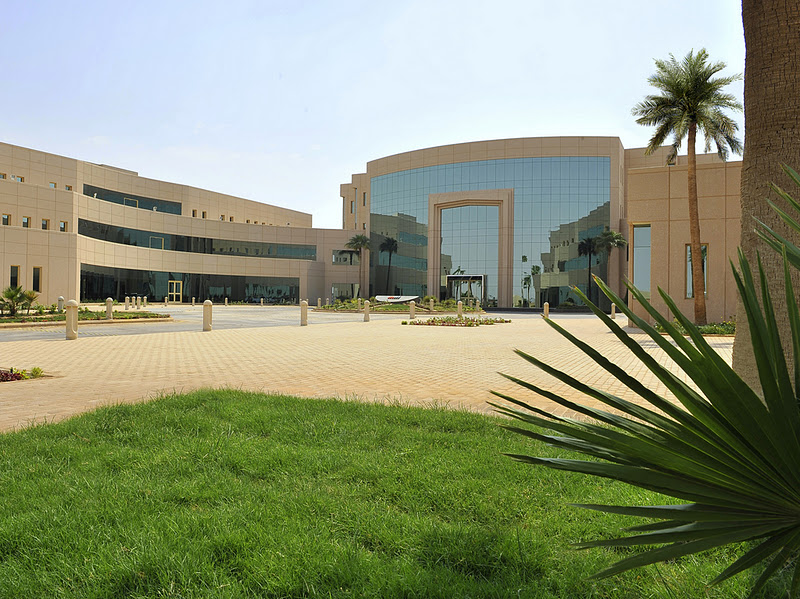

دانشگاه الیمامه (به عربی: جامعة الیمامة) دانشگاهی مستقر در ریاض است که توسط وزارت آموزش عالی عربستان سعودی به رسمیت شناخته شده‌است. این مدرسه توسط خالد بن محمد الخضیر تأسیس شد.
دانشگاه الیمامه در سال ۲۰۰۱ فعالیت خود را به عنوان کالج آغاز کرد و اولین دانش آموزان پسر را در سال ۲۰۰۴ و اولین دانش آموزان دختر را در سال ۲۰۰۶ پذیرفت. با فرمان سلطنتی ملک عبدالله در دسامبر ۲۰۰۸ به جایگاه دانشگاه ارتقا یافت
اولین مراسم فارغ‌التحصیلی در ژوئن ۲۰۰۹ تحت حمایت شاهزاده ستام، معاون وقت استانداری استان ریاض برگزار شد. در نوامبر ۲۰۰۹، مراسم افتتاحیه بزرگ بریدن روبان تحت حمایت پرنسس آدیلا به افتخار پردیس جدید زنان برگزار شد.